# 綠川稔
綠川稔（1932年3月5日—1985年9月30日）是日本男性演員、聲優，東京都出身。

## 來歷·人物
早稻田大學畢業。所屬東京俳優生活協同組合、劇團蝙蝠、劇團若草、也所屬龍膽組。
柔道有三段的實力。在1985年9月30日53歳時過世。

## 主要演出作品

### 電視動畫
- 紅髮安妮（老師、班特萊牧師）
- 亞空大作戰史倫格爾（犯罪首腦（第5話））
- 明日之丈2（鈴木會長）
- 太空恆河（ISP（國際科学警察）部長、衝擊光線34、其他）
- 阿帕契棒球隊（葱教練）
- 浣熊拉斯卡爾（湯瑪斯、法蘭克·艾許、亨利）
- 阿爾卑斯物語 我的安妮特（史懷茲）
- 驚奇四超人（禿頭查賓博士）
- 怪獸王塔根（咻咻）
- 家族魯賓遜漂流記 不可思議之島的芙蘿拉（船長）
- 昆蟲物語 孤兒哈奇（水螳螂）
- 宇宙超人（野島百合子的父親、宮井副官）※第18話、第45話
- 瘋狂賽車（石頭人）
- 原子小金剛1980年版（獵人（第34話））
- 湯姆索耶的冒險（史蒂文生校長、麥可·譚普爾）
- 尋母三千里
- 楓月（威士忌長官）
- 佩琳物語（警長、羅松醫生）
- 漫畫日本史（藤原良房、白河法皇、山名宗全）
- 美雪、美雪（校長）
- 魯邦三世（審判長（第21話）、署長（32話）、科學研究所所長（40話）、卡西姆（65話）、杜魯福的部下（98話）、海德柏格（110話）、卡西姆（154話）其他）

### 劇場版動畫
- 機動戰士GUNDAM（艾森巴赫侯爵）
- 魯邦三世卡里奧斯特羅之城（傭人）

### 外語配音
- 紅河劫（丹·拉蒂默（小哈利·凱瑞））
- 龍鳳鬥智（亞伯（愛迪生·鮑威爾））TBS版
- 春濃滿樓情痴狂（湯姆·波斯·芬利（愛德·貝格里））
- 航向深海（史派克斯（阿齊·威丁））
- 荒野大鑣客※朝日電視台·DVD版
- 騎劫地下鐵（哈洛德（綠先生）·隆格曼（馬丁·巴爾森））
- 雷鳥神機隊（華登勳爵、天空信託機長艾許頓）
- 辛辛那提兒童
- 福爾摩斯兄弟歷險記
- 戰略大作戰
- 驚天大陰謀（霍華·西蒙斯（馬丁·巴爾森））
- 海底城（哈格瑞維斯）TBS舊錄版
- 蘭斯洛特連結：秘密黑猩猩（瓦爾博士）
- 浴血狂沙（傑克·泰恩准尉（傑克·華生））
- 布須曼人
- 警網鐵金剛
- 午夜牛郎
- 中途島（近藤信竹中將）日本電視台版
- 華洛克※朝日電視台版

### 特攝
- 基凱德01（大影子的聲音）
- 忍者部隊月光（旁白）※第5話 - 第8話
- 戰鬥鷹（黄金大帝的聲音）
- 超人巴隆·1（蚰蜒蚰蜒蚰的聲音）
- 幽浮大戰爭 戰鬥吧！紅虎（指揮官的聲音）

### 電視劇
- 無用之介（旁白）
- 劊子手